# Миссури в Гражданской войне
Во время американской гражданской войны штат Миссури был пограничным штатом, поэтому направлял людей и снаряжение обеим сторонам конфликта. Штат был разделён на две части, каждая из которых имела своё правительство.
За время войны штат Миссури снарядил примерно 110 000 солдат для федеральной армии и примерно 40 000 для армии Конфедерации. Крупные сражения и отдельные перестрелки прошли по всей территории штата, от границы с Иллинойсом до границы с Арканзасом. Всего на территории штата прошло около 1200 боевых столкновений. По этому показателю Миссури стоит на третьем месте после Виргинии и Теннесси.
Первое крупное сражение Гражданской войны западнее реки Миссисипи произошло 10 августа 1861 года у Уилсонс-Крик, а крупнейшим сражением западнее Миссисипи стало сражение при Вестпорте в 1864 году.

## Довоенный период

### Миссурийский компромисс
Территория штата первоначально была населена рабовладельцами-южанами. В 1820 году между членами конгресса США, было достигнуто соглашение, согласно которому Миссури был принят в Союз как рабовладельческий штат. В результате Миссурийского компромисса область рабовладения расширилась: рабство запрещалось только севернее 36°30’ с. ш. и западнее р. Миссисипи. Было решено в дальнейшем принимать в Союз по 2 штата, из которых один должен быть свободным, а другой — рабовладельческим. Соглашение означало уступку фермерско-буржуазного Севера рабовладельческому Югу.

### Кровавый Канзас
Начало столкновений было спровоцировано законом о Канзасе и Небраске 1854 года, согласно которому конституция нового штата Канзас должна была приниматься общим голосованием местных поселенцев. В частности, конституция должна была оговаривать и вопрос о разрешении или запрещении рабства на территории штата, что серьёзно затрагивало интересы южан, строящих свою экономику на использовании рабского труда. Принятие такого закона федеральными властями означало отход от прежней политики следования условиям Миссурийского компромисса, который ограничивал распространение рабовладения на север и запад, в пользу идеи народного суверенитета.

## Война
Конфликты и сражения в войне были разделены на три этапа, начиная со смещения Союзом губернатора Джексона и преследования Стерлинга Прайса и его Миссурийской Гвардии в 1861 году; период партизанской войны "соседа-против-соседа" с 1862 до 1864 года (которая на самом деле продолжалась ещё долго после того, как война закончилась, по крайней мере до 1889 года); и, наконец, попытка Прайса вернуть себе состояние в 1864 году.
Во время войны тысячи рабов-беженцев переселяются в Сент-Луис, где Общество Милосердия Фридмена, Общество Женской Медицинской Помощи, Западная Санитарная Комиссия, и Американская Миссионерская Ассоциация (АМА) создают школы для их детей.

## Реконструкция
В августе 1861 года президент Линкольн подписал первый закон о конфискации имущества рабовладельцев мятежных штатов Юга. В июле 1862 года за ним последовал ещё один такой закон. Однако когда генерал Фримонт, командующий вооруженными силами США в рабовладельческом штате Миссури, не присоединившемся к Конфедерации, объявил там военное положение и конфисковал собственность граждан, воевавших на стороне Конфедерации, Линкольн отменил его решения и отстранил его от должности. Этот шаг президент объяснял необходимостью сохранить лояльность рабовладельческих штатов, остававшихся в составе США (Миссури, Кентукки, Мэриленд и Делавэр). Рабы, освобождавшиеся согласно подписанным им законам, могли быть приняты в армию и воевать против своих бывших хозяев, граждан Конфедерации, с оружием в руках.